# Путь Ильича (Палласовский район)
Путь Ильича — посёлок в Палласовском районе Волгоградской области, административный центр Приозёрного сельского поселения.
Население — 685 (2019)

## Физико-географическая характеристика
Посёлок расположен в пределах Прикаспийской низменности, на высоте около 23 метров над уровнем моря. Почвы — солонцы луговатые (полугидроморфные).
Близ посёлка проходит автодорога Палласовка — Эльтон. Имеется подъездная дорога к посёлку Жанибек Республики Казахстан. По автомобильным дорогам расстояние до районного центра города Палласовка — 91 км, до областного центра города Волгоград — 310 км. Ближайшая железнодорожная станция Джаныбек Приволжской железной дороги расположена на территории Республики Казахстан в посёлке Жанибек в 20 км северо-восточнее посёлка Путь Ильича.
Климат
Климат континентальный (согласно классификации климатов Кёппена — Dfa)
Среднегодовая температура положительная и составляет + 7,7 °C, средняя температура самого холодного месяца января — 9,0 °C, самого жаркого месяца июля + 24,0 °C. Многолетняя норма осадков — 311 мм. В течение года осадки распределены примерно равномерно: наименьшее количество выпадает в марте 17 мм, наибольшее в июне 35 мм.

## История
По состоянию на 1964 год посёлок относился к Чапаевскому сельсовету. В 1969 году Чапаевский сельсовет был упразднен, его территория с населёнными пунктами Путь Ильича, Венгеловка, Морозов, Пронин, Ченин и ж. д. разъезд Венгеловский были переданы в состав Эльтонского курортного поселкового совета. В 1976 году из административного подчинения Эльтонского поселкового совета передан в административное подчинение Степновскому сельскому совету. Законом Волгоградской области от 30 декабря 2004 года № 982-ОД «Об установлении границ и наделении статусом Палласовского района и муниципальных образований в его составе» в составе Палласовского района образовано Приозёрное сельское поселение с административным центром в посёлке Путь Ильича.

## Население
Динамика численности населения по годам:
| 1987 | 2002 |
| ---- | ---- |
| ≈200 | 902  |

| 2010 | 2012 | 2013 | 2014 | 2015 | 2016 | 2017 |
| ---- | ---- | ---- | ---- | ---- | ---- | ---- |
| 759  | ↘747 | ↘735 | ↘730 | ↗736 | ↘725 | ↘702 |
| 2018 | 2019 |      |      |      |      |      |
| ↘691 | ↘685 |      |      |      |      |      |